# Giuseppe Jacquemoud
Giuseppe Maria Jacquemoud, anche scritto Jacquemond, barone (Chambéry, 26 maggio 1802 – Chambéry, 27 novembre 1863), è stato un magistrato e politico italiano al servizio della monarchia sabauda.

## Biografia
Originario della Savoia, dove fu consigliere comunale della sua città e di Albertville, della quale ricoprì anche la carica di sindaco, membro del Senato di Savoia fin dal 1837, fece parte delle amministrazioni per il debito pubblico dello Stato e degli stati di terraferma e consigliere di stato.